# Хрусталёв-Носарь, Георгий Степанович
Гео́ргий Степа́нович Носа́рь (он же Пётр Алексеевич Хрусталёв, лит. псевдоним — Юрий Переяславский, 1877, Переяслав — 1919, там же) — российский политический и общественный деятель, помощник присяжного поверенного. С октября по ноябрь 1905 года — первый председатель Петербургского совета рабочих депутатов. После ареста приговорён к пожизненному поселению в Сибири, в 1907 бежал за границу. В эмиграции — член РСДРП, затем беспартийный, последователь синдикализма, проповедник богоискательства. Убеждённый оборонец, в 1915 году вернулся в Россию, приговорён к каторжным работам за побег из ссылки на поселение. Освобождён из тюрьмы в ходе Февральской революции 1917 года. В 1918 году — глава самопровозглашённой Переяславской республики, противник большевиков. Расстрелян в 1919 году по решению Переяславского ревкома.

## Биография

### Ранние годы
Родился в семье ссыльного народовольца. Отец, Степан Корнеевич Носарь, крестьянин Полтавской губернии, неоднократно подвергался высылке за распространение противоправительственных идей и участие в крестьянских беспорядках. Георгий Носарь учился в Переяславской и Киевской гимназиях, а затем на юридическом факультете Петербургского университета. Будучи студентом, сотрудничал в журнале «Русское богатство» и поддерживал доброе знакомство с Н. К. Михайловским, П. А. Кропоткиным, И. И. Мечниковым и др. За участие в студенческом движении был сослан, но получил право сдать экзамены за университетский курс экстерном. Получив диплом, Носарь стал помощником присяжного поверенного в Харькове. Был членом «Союза освобождения».

## Как политический деятель
Приобрёл известность в ходе революции 1905—1907 годов. Революционная деятельность Носаря началась в день «Кровавого воскресенья» 9 января 1905 года, когда после разгона мирной демонстрации рабочих он выступил в одном из отделов «Собрания русских фабрично-заводских рабочих» с призывом к борьбе с самодержавием, а вечером того же дня распространял революционные воззвания Георгия Гапона. После событий 9 января Носарь занимался распределением пожертвований семьям бастующих рабочих и одновременно завязывал связи в рабочей среде. Не известно достоверно, кем была выдвинута идея создания рабочего Совета — организации, которая взяла бы на себя руководство рабочим движением. Анархист В. М. Волин вспоминал: «Не помню точно, как мы пришли к этой идее. Но уверен, что она исходила именно от рабочих». Когда же Совет (под названием «Совет рабочих делегатов») был создан, Носарь под именем рабочего П. А. Хрусталёва был избран его первым председателем. По утверждению Волина, этот Совет продолжал существовать вплоть до октября 1905 года, когда он вышел на свет под названием Петербургского совета рабочих депутатов.
В феврале 1905 года Носарь под тем же именем рабочего Хрусталёва был избран депутатом в комиссию Шидловского. После ареста членов комиссии открылось, что под именем рабочего Хрусталёва скрывался помощник присяжного поверенного, и он приобрёл известность под этой фамилией. Летом того же года Носарь выступил в роли организатора рабочей группы — отделения Союза освобождения, в связи с чем 3 июля 1905 года был арестован и заключён в Петропавловскую крепость. Освободился из заключения 2 сентября. Хрусталёв-Носарь был юрисконсультом «Союза рабочих печатного дела», завоевал доверие рабочих, защищая их в трудовых конфликтах, и после образования Петербургского совета рабочих депутатов 14 октября был единогласно избран председателем, чему немало способствовала и его беспартийность (позже Хрусталёв-Носарь вступил в РСДРП и присоединился к фракции меньшевиков). На этом посту Хрусталёв проявил большую энергию, находчивость и практический смысл. Однако его влияние в Совете было ограничено.

### Глава Петербургского совета рабочих депутатов

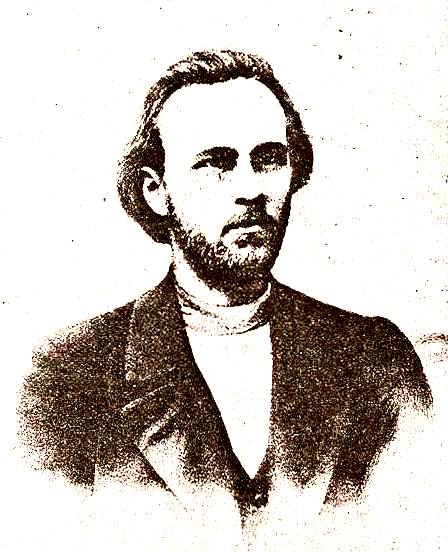
Георгий Хрусталёв-Носарь — председатель Совета рабочих депутатов

Как председатель Совета, Хрусталёв руководил всеми его заседаниями, проводил все голосования и ставил подпись под его резолюциями. Коллеги Хрусталёва отмечали его склонность создавать себе рекламу и выдвигать себя на первый план. Это проявилось, в частности, в формулировке резолюций Совета. В обществе сложилось убеждение, что всеми делами Совета руководит Хрусталёв, и сам Совет иногда называли «правительством Носаря». Имена других руководителей долгое время не были известны даже Департаменту полиции. Между тем внутри Совета решающее влияние имели представители революционных партий, главным образом социал-демократов во главе с Л. Д. Троцким и А. Л. Парвусом. Автором большинства резолюций Совета и его главной интеллектуальной силой был Троцкий. Хрусталёв был вынужден обращаться к нему за советом по всякому делу, и эта зависимость болезненно била по его самолюбию. На этой почве между ними возникла вражда. Впоследствии Хрусталёв обвинял Троцкого, что тот «своей „левой“ тактикой отрезал возможность мирного соглашения с абсолютной монархией на почве конституционной монархии». По утверждению Хрусталёва, его собственная тактика состояла в том, чтобы бороться с самодержавием посредством забастовок, а социал-демократы во главе с Троцким толкали Совет на путь вооружённого восстания.
26 ноября вместе с ещё несколькими членами Исполкома Совета Хрусталёв-Носарь был арестован; на допросах, по свидетельствам очевидцев, вёл себя двусмысленно, арестованные позже депутаты Совета даже пригрозили заклеймить его публично в суде как предателя. В своих показаниях на следствии Хрусталёв утверждал, что возглавляемый им Петербургский совет рабочих депутатов «стремился лишь к ограждению интересов рабочего населения и твёрдо стоял на правовой почве, проведённой в жизнь манифестом 17 октября», и доказывал, что «в деятельности этого Совета не могло быть и не было „ни ноты насилия“». На открывшемся 19 сентября 1906 года процессе Хрусталёв-Носарь был осуждён и сослан в Сибирь в город Берёзов Тобольской губернии, откуда в марте 1907 года бежал за границу.

### В эмиграции
Участвовал в V съезде РСДРП в Лондоне, на котором выступил с инициативой созыва беспартийного рабочего съезда, призванного раздвинуть рамки рабочего движения. Инициатива подверглась жёсткой критике со стороны большевиков во главе с В. И. Лениным и была отвергнута большинством участников. В 1910 году вышел из партии и продолжил политическую деятельность. По воспоминаниям Д. Ф. Сверчкова, после разрыва с социал-демократией Носарь занимался в Париже организацией русской группы синдикалистов и читал рефераты, доказывающие, что синдикализм — единственное здоровое течение в рабочем движении. Позднее увлёкся богоискательством и читал лекции о религиозном характере русского народа.
В годы эмиграции Хрусталёв занимался публицистикой и писал многочисленные статьи на политические, социальные и экономические темы. Сотрудничал в журналах «Мир», «Образование», «Бодрое слово», «Вестник кооперации», «Городское дело», «Экономист России», «Новый экономист», газетах «Наше дело», «Товарищ», «Наша газета», «Слово», «Голос земли» и других. Его статьи появлялись за подписью Г. Хрусталёв, Ю. Переяславский и Г. Н-арь. В 1911 году издавал в Париже газету «Парижский вестник», в которой помещал программные статьи по вопросам политической борьбы. Работа в газете прекратилась из-за финансового скандала. В 1913 году был приговорён французским судом к тюремному заключению за присвоение чужого имущества. Эта история стала поводом для газетной травли, которая обошла страницы многих российских и эмигрантских газет. В кампании разоблачения Хрусталёва приняли участие его бывшие товарищи во главе с Троцким. После выхода из тюрьмы Хрусталёв оказался в положении изгоя. В открытом письме, помещённом в газете «Новое время», он сообщал, что навсегда порывает с партийной средой.

### Возвращение в Россию и гибель

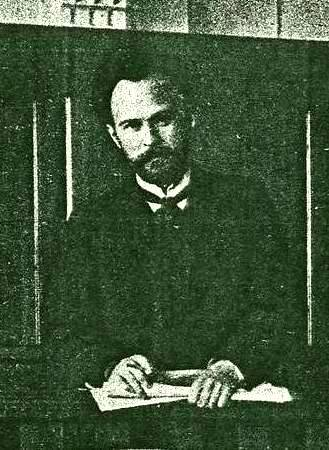
Помощник присяжного поверенного Г. С. Хрусталёв-Носарь

Когда в 1914 году началась Первая мировая война, Хрусталёв, убеждённый оборонец, счёл необходимым вернуться в Россию. В 1915 году был арестован и присуждён к трём годам каторжных работ за побег из ссылки на поселение. По воспоминаниям прокурора Петроградской судебной палаты С. В. Завадского, во время заключения Хрусталёв обнаружил признаки мании преследования: писал многочисленные жалобы, в которых утверждал, что лица, заключившие его в тюрьму, являются немецкими шпионами. Завадский заподозрил в нём психически больного, но приглашённые врачи-психиатры отказались признать сумасшедшим «видного деятеля освободительного движения». Хрусталёв был освобождён из тюрьмы в первые дни Февральской революции 1917 года. Свидетели видели, как после освобождения он распоряжался пожаром окружного суда. Впоследствии Хрусталёв пытался принять участие в деятельности вновь образованного Петроградского совета рабочих и солдатских депутатов, но, по свидетельству Н. Н. Суханова, никаким авторитетом уже не обладал: «Он явно предлагал себя в руководители советской организации и политики и не только произвёл на всех крайне неприятное впечатление, но и заставил думать о том, как отделаться от его услуг, пока через несколько дней он не исчез из Петербурга „играть роль“ в других центрах».
Вернувшись на Украину в родной Переяслав, Хрусталёв стал председателем земской управы; в 1918 году образовал крошечную Переяславскую («Хрусталёвскую») республику, поддерживал гетмана П. П. Скоропадского и С. В. Петлюру. Находясь во главе Переяславской республики, проявил незаурядные организаторские способности. Известный черносотенец В. В. Шульгин, встречавшийся с Носарём в эти годы, писал: «В то время, как керенщина гуляла по лицу матушки-России, дезорганизовывая всё и вся (а в наших краях общерусскому разложению ещё деятельно в этом помогала украинская ржа), у Хрусталёва-Носаря в его „Переяславской Республике“ было благорастворение воздухов и изобилие плодов земных. В Киев доходили фантастические слухи о полном порядке, царящем под управлением сего бывшего забастовщика». По утверждению Шульгина, Носарь в это время был сторонником конституционной монархии и русским националистом. Он полностью разочаровался в своих бывших товарищах и с особенной ненавистью вспоминал о Троцком, которого считал агентом царской охранки и немецким шпионом.
Хрусталёв-Носарь был расстрелян в мае 1919 года по решению Переяславского ревкома за антисоветскую деятельность. 9 мая 1919 года в Переяславе начались народные волнения, вызванные попыткой большевиков экспроприировать церковное имущество. Носарь оказался в центре событий и пытался агитировать красноармейцев, настраивая их против большевиков. Тогда Переяславский ревком во главе с И. И. Крадожёном принял решение об его ликвидации. Большевики арестовали брата Носаря и его товарища фельдшера Волкового; Носарь явился требовать их освобождения, был арестован и расстрелян, а его тело брошено в Днепр. Впоследствии ходили слухи, что к его смерти приложил руку сам Троцкий.

## Носарь о самом себе
В июне 1918 года в Переяславе Носарь издал автобиографическую книгу «Из недавнего прошлого». В ней он писал о себе так:
«Ещё студентом первого курса юридического факультета Петроградского университета я веду библиографический отдел в „Русском Богатстве“, встреченный радушно выдающимся русским публицистом Н. К. Михайловским. Но официальное народничество меня не удовлетворяет, так как оно не освещает всех запросов моего духа. По личному опыту, как представитель труда, и бессознательным подсказыванием интуиции, я чувствовал, что русское освободительное движение выльется в форму рабочего движения, или оно совсем не будет иметь места в России. Но я не примкнул к шумному потоку марксизма, хотя хождение тогда в марксизм и пролетариат было самой модной интеллигентской болезнью вроде инфлуэнцы. Марксизм экономических чертёжников, выводивших перпендикуляром из брюха всё от идеологии до религии и искусства включительно, претил моей натуре своей схематичностью, явным упрощением и извращением всей сложности жизни. Вследствие этого я не примыкал и к социал-демократам и в то же время настойчиво и страстно порывался подвести разраставшееся стихийное рабочее движение под приемлемую для меня и освещавшую формулу. И я искал ответа во всех направлениях. Предисловие П. Н. Милюкова к его „Истории русской культуры“ побудило меня вступить в переписку с П. Н. Милюковым, бывшим тогда профессором Софийского университета в Болгарии… Люди, которые имели в моей жизни наибольшее влияние или к которым я чувствовал наибольшее личное влечение ввиду личных отношений, были: Н. К. Михайловский, П. А. Кропоткин, генерал-адъютант П. С. Ванновский, И. И. Мечников, Жан Жорес и В. Л. Бурцев…»

## Сочинения
- Г. Хрусталёв-Носарь. История Совета рабочих депутатов // История Совета рабочих депутатов г. С.-Петербурга. — СПб., 1906. — С. 45—169.
- Г. Хрусталёв. О рабочем съезде // Народная Газета. — СПб., 1907. — № 1 (10 апреля). — С. 3—4.
- Ю. Переяславский. С берегов Темзы // Товарищ. — СПб., 1907. — № 260 (8 мая), 266 (15 мая) и 287 (8 июня).
- Ю. Переяславский. „Рабочий съезд“ на лондонском конгрессе русских социал-демократов // Товарищ. — СПб., 1907. — № 301 (24 июня). — С. 4.
- Ю. Переяславский. Синдикализм во Франции // Образование. — СПб., 1909. — № 1. — С. 1—34.
- Ю. Переяславский. Французский социализм. (От Тулузы до Сент-Этьена) // Мир. — СПб., 1910. — № 4—6.
- Г. Хрусталёв. Завоевание армии // Парижский вестник. — Париж, 1911. — № 10 (11 марта). — С. 3.
- Г. Хрусталёв. На два фронта // Парижский вестник. — Париж, 1911. — № 11 (18 марта). — С. 3.
- Г. Хрусталёв. В тупике // Парижский вестник. — Париж, 1911. — № 13 (1 апреля). — С. 2—3.
- Г. Хрусталёв. Очередные задачи // Парижский вестник. — Париж, 1911. — № 17 (29 апреля). — С. 2—3.
- Г. Хрусталёв. Официозный историк русской революции (Морской — „Исход российской революции 1905 года и правительство Носаря“) // Парижский вестник. — Париж, 1911. — № 19 (13 мая). — С. 2—3.
- Ю. Переяславский. Кооперативное движение на Западе. (Из кооперативной жизни Франции) // Вестник кооперации. — СПб., 1912. — № 6. — С. 40—56.
- Ю. Переяславский. Молочная кооперация во Франции. (Письмо из Парижа) // Вестник кооперации. — СПб., 1913. — № 3. — С. 51—60.
- Г. Хрусталёв-Носарь. Из недавнего прошлого. — Переяслав, 1918.